# 邦格蘭山麓冰川
69°0′S 71°30′W / 69.000°S 71.500°W
邦格蘭山麓冰川（英語：Bongrain Ice Piedmont）是南極洲的山麓冰川，位於亞歷山大一世島中西部，海拔高度1,500米，在1935年11月23日由美國的探險家發現，現時由南極條約體系管理。